# 우주 중성미자 배경
우주 중성미자 배경(영어: Cosmic neutrino background, CNB 또는 CνB )은 중성미자로 구성되는 우주의 배경 입자 복사이다. 이들은 때로 유물적 중성미자(relic neutrino)로 알려져 있다.
CνB는 빅뱅의 유산인데, 우주 마이크로파 배경 복사 (CMB)는 우주가 379,000년 경과 하였을 때 시작됨에 반하여, CνB는 우주가 생성후 단지 1초가 경과 하였을 때 물질과 분리되었다. CνB의 온도는 대략 1.95 K로 추정된다.
중성미자는 물질과 거의 상호 작용하지 않기 때문에 이러한 중성미자는 오늘날에도 여전히 존재한다. 이들은 10−4 ~ 10 −6 eV의 매우 낮은 에너지를 가지고 있다. 중성미자는 고에너지이더라도 감지하기가 매우 어려운 것으로 악명이 높은데, CνB는 이보다 1010 배 더 작은 에너지를 가지고 있어서 CνB는 수년 동안 직접적으로 자세히 관찰되지 않을 수도 있다. 그런데 빅뱅 우주론에서는 CνB에 대해 많은 예측을 하고 있어 CνB가 존재한다는 매우 강력한 간접적 증거가 있다.

## CνB 온도의 유도
우주 마이크로파 배경 (CMB)의 온도가 주어지면 우주 중성미자 배경(CνB)의 온도를 추정할 수 있다. 여기에는 두 체제 간의 변경이 포함된다.
체제 1
우주의 원래 상태는 열평형으로, 그 마지막 단계에서는 광자와 경입자가 소멸 (경입자가 광자를 생성)과 쌍생성 (광자가 경입자를 생성)을 통해 서로 자유롭게 생성한다. 이것은 빅뱅 직후의 매우 짧은 상태였다. 그 마지막 단계에서는 광자와 상호작용하는 가능한 가장 작은 질량의 페르미온인 전자와 양전자만이 관여한다.
체제 2
일단 우주가 충분히 팽창하여 광자+경입자 플라즈마가 냉각되어 빅뱅 광자가 더 이상 가장 낮은 질량/에너지 경입자의 쌍생성을 하기에 충분한 에너지를 갖지 못하게 되면 나머지 전자 - 양전자 쌍은 소멸된다. 그들이 생성하는 광자는 차갑고 새로운 입자 쌍을 생성할 수 없다. 이것이 대부분 우주의 현재 상태이다.
매우 높은 온도에서 중성미자가 나머지 물질과 분리되기 전에 우주는 주로 서로 열평형 상태에 있는 중성미자, 전자, 양전자 및 광자로 구성되어 있다. 온도가 약 2.5 MeV로 떨어지면, 중성미자는 나머지 물질과 분리되었으며 실용적인 목적에서 이러한 모든 렙톤 및 광자의 중성미자와의 상호 작용이 중단되었다.
이러한 분리에도 불구하고 중성미자와 광자는 이전의 제1 체제의 "화석"으로 우주가 팽창했을 때 동일한 온도로 유지되었는데, 이는 둘 다 동일한 시작 온도에서 동일한 우주 팽창 과정에 의해 동일한 방식으로 냉각되기 때문이다. 그러나 온도가 전자 질량의 2배 이하로 떨어지면 대부분의 전자와 양전자가 소멸되어 열과 엔트로피가 광자에 전달되어 광자의 온도가 상승한다. 따라서 전자-양전자 소멸 전후의 광자 온도의 비율은 현재의 제2 체제에서의 중성미자와 광자의 온도 비율과 동일하다. 이 비율을 찾기 위해 우리는 우주의 엔트로피 s 가 전자-양전자 소멸에 의해 거의 보존되었다고 가정한다. 그런 다음에 아래식
{\displaystyle s\propto g\,T^{3}~,}
여기서  g 는 유효 자유도이고 T는 플라즈마 또는 광자 온도인 식을 사용한다. 일단 반응이 멈추면 엔트로피 s 는 컷오프 온도 미만의 모든 온도에 대해 대략 "고착" 상태를 유지해야 하므로, 따라서 아래 식,
{\displaystyle {\frac {\;T_{1}\;}{T_{2}}}=\left({\frac {\;g_{2}\;}{g_{1}}}\right)^{\tfrac {1}{3}}~,}
이 성립한다.
여기서 {\displaystyle \;T_{1}\propto T_{\mathrm {\nu } }\;}은 쌍 생성과 소멸 이 평형을 이루는 최저 온도를 나타낸다. 또한 {\displaystyle \;T_{2}\propto T_{\mathrm {\gamma } }\;}는 온도가 체제 이동 온도 {\displaystyle \;T_{1}\;}아래로 떨어진 후의 온도를 나타내며, 잔존 이후에 하지만 더 이상 갱신되지 않은 후, 전자 - 양전자 쌍이 소멸되어 총 광자 에너지에 기여한다. 관련 온도 {\displaystyle \;T_{\mathrm {\gamma } }\;} 및 {\displaystyle \;T_{\mathrm {\nu } }\;}는 각각 광자(γ )와 중성미자( ν )의 동시 온도이며, 그 비율은 {\displaystyle \;T_{\mathrm {\gamma } }<T_{1}\;} 이후에는 동일한 값에 무한정 "고착"된다.
인수 {\displaystyle \;g_{1}\;}은 원래 평형 반응에 관여하는 입자 종을 기반으로 한 합계에 의해 결정된다.
+ 2 , 각 광자(또는 다른 질량이 없는 보존 인 경우)에 대해.
+ ⁠7/4⁠ , 각 전자, 양전자 또는 기타 페르미온에 대해 .
반면에 계수{\displaystyle \;g_{2}\;}는 단순히 2인데, 이는 현재 체제는 기껏해야 그들 자신과 열적 평형 상태에 있는 광자에만 관련되기 때문이다.
따라서
{\displaystyle {\frac {\;T_{\mathrm {\nu } }\;}{T_{\mathrm {\gamma } }}}={\frac {\;T_{1}\;}{T_{2}}}=\left({\frac {\;g_{2}\;}{g_{1}}}\right)^{\tfrac {1}{3}}=\left({\frac {2}{\;2+{\tfrac {7}{4}}+{\tfrac {\,7\,}{4}}\;}}\right)^{\tfrac {\,1\,}{3}}=\left({\frac {4}{\;11\;}}\right)^{\tfrac {\,1\,}{3}}\approx {0.714}~.}
현재의 우주 광자 배경 온도가 {\displaystyle \;T_{\mathrm {\gamma } }=2.725\,\mathrm {K} ~}으로 냉각 되었기 때문에 중성미자 배경 온도는 현재
{\displaystyle \;T_{\mathrm {\nu } }\approx {1.95}\,\mathrm {K} ~.}
일 것이다.
위의 논의는 질량이 없는 중성미자에 대해 기술적으로 유효한데 중성미자는 항상 상대론적이다. 정지 질량이 0이 아닌 중성미자의 경우 중성미자가 상대론적이 되지 않는 저온에서 온도에 의한 설명은 적절하지 않다. 즉, 중성미자의 열에너지 {\displaystyle \;{\frac {3}{2}}\,k\,T_{\mathrm {\nu } }\;}( k는 볼츠만 상수 )가 그 질량 에너지 {\displaystyle \;m_{\mathrm {\nu } }\,c^{2}\;}이하가 되는, 저온 상태에서는 온도 대신에 중성미자의 집합 에너지 밀도에 대해 이야기해야 하는데, 이는 관련성도 있으며 잘 정의되어 있기 때문이다.

## CνB에 대한 간접 증거
상대론적 중성미자는 일반적으로 중성미자의 유효 수 Nν로 매개변수화되는 우주의 복사 에너지 밀도 ρ R 에 기여한다.
{\displaystyle \rho _{\mathrm {R} }={\frac {\pi ^{2}}{15}}T_{\mathrm {\gamma } }^{4}(1+z)^{4}\left[1+{\frac {7}{8}}N_{\mathrm {\nu } }\left({\frac {4}{11}}\right)^{\frac {4}{3}}\right],}
여기서 z는 적색편이를 나타낸다. 첫번째 사각 괄호 항은 CMB에 의한 것이고, 두번째는 CνB에 기인하는 것이다. 세가지 종류의 중성미자를 가지는 표준 모델에서는 − e + × e - 소멸 동안의 비열적 스펙트럼의 왜곡에 기인하는 소량의 보정을 포함하여 N ν ≃ 3.046 의 값을 예측한다. 방사선 밀도는 초기 우주의 다양한 물리적 과정에 큰 영향을 미쳤으며, 측정 가능한 양에 잠재적으로 감지 가능한 흔적을 남겼고, 따라서 관측에서 N ν 의 값을 추론할 수 있게 되었다.

### 빅뱅 핵합성
이것이 빅뱅 핵합성 (BBN) 동안 우주의 팽창 속도에 미치는 영향으로 인해, 가벼운 원소의 원시 풍부도에 대한 이론적 기대치는 N ν 에 의존한다. 원시적 H-4와 D-2의 풍부도에 대한 천체물리학적 측정에 의하면 N ν = 3.14+0.70
−0.65 at 68% cl의 값이 되는데, 이는 표준 모델 기대치와 매우 잘 일치한다.

### CMB 이방성과 구조의 형성
CνB의 존재는 CMB 이방성의 진화와 물질 섭동의 성장에 두가지 방식으로 영향을 미치는데, 하나는 우주의 복사압에 대한 기여(이는 예를 들어, 물질-복사 균등의 시기를 결정한다)에 의한 것이고, 하나는 스펙트럼의 음향 진동을 약화시키는 중성미자의 비등방성 응력에 의한 것이다. 또한, 자유롭게 흐르는 거대한 중성미자는 소규모 구조의 성장을 억제한다. WMAP 우주선의 5년간 데이터는 Ia형 초신성 데이터 및 중입자 음향 진동 스케일과 결합하여, N ν = 4.34+0.88
−0.86 at 68% cl의 값을 제공하고, BBN 제약 조건에 대한 독립적인 확인도 제공하였다. 플랑크 우주선 협력에서는 중성미자 유효 종수에 대하여 현재까지 가장 정밀한 수치로 N ν = 3.15±0.23를 발표하였다.

### 우주배경복사(CMB)의 위상 변화에 따른 간접 증거
빅뱅 우주론에서는 CνB에 대해 많은 예측을 하는데, 헬륨의 대량존재에 대한 빅뱅 핵합성 예측과, 우주 마이크로파 배경의 비등방성의 양자로부터, 우주 중성미자 배경이 존재한다는 매우 강력한 간접적 증거가 있다. 이러한 예측 중 하나는 중성미자가 우주 마이크로파 배경(CMB)에 미묘한 흔적을 남길 것이라는 것이다. CMB에 불규칙성이 있다는 것은 잘 알려져 있다. CMB 변동 중 일부는 바리온 음향 진동의 영향으로 인해 대략적으로 규칙적인 간격을 유지했다. 이론상으로 분리된 중성미자는 다양한 CMB 변동의 위상에 아주 약간의 영향을 미쳤을 것이다.
2015년에는 이러한 변화가 CMB에서 감지된 것으로 보고되었다. 더욱이 이 변동은 빅뱅 이론에 의하여 예측되는 온도와 거의 동일한 온도( 예측값 1.95 K에 대하여 1.96 ± 0.02 K의 값)의 중성미자와, 그리고 현재 표준 모델에 의해 예측되는 중성미자의 종류의 숫자와 정확하게 동일한 3종류의 중성미자에 해당하였다.

## CνB의 직접 검출에 대한 전망
이러한 유물 중성미자의 존재 확인은 지구에서의 실험을 통해 직접 탐지해야만 가능하다. CνB를 구성하는 중성미자는 일반 물질과 약하게만 상호작용하여 탐지기에 미치는 영향을 식별하기 어려울 뿐만 아니라, 비상대론적이기 때문에 이러한 탐지는 어려울 것이다. CνB를 직접 탐지하는 제안된 방법 중 하나는 삼중수소 즉{\displaystyle \;{}^{3}\mathrm {H} \;}에 우주 유물 중성미자를 포획하여 유도된 형태의 베타 붕괴로 진행하는 것을 이용하는 것이다.
CνB의 중성미자는 다음 반응을 통해 전자를 생성한다.
{\displaystyle \mathrm {\nu } +{}^{3}\mathrm {H} \rightarrow {}^{3}\mathrm {He} +e^{-}~,}
이때 주된 배경은 자연 베타 붕괴를 통해 생성된 전자에서 비롯된다.
{\displaystyle {}^{3}\mathrm {H} \rightarrow {}^{3}\mathrm {He} +e^{-}+\mathrm {\bar {\nu }} ~.}
이러한 전자는 CνB의 크기를 측정하기 위한 실험 장치에 의해 검출될 것이다. 후자의 전자원이 훨씬 더 많지만 최대 에너지는 CνB-전자의 평균 에너지보다 평균 중성미자 질량의 2배만큼 작다. 이 질량은 몇 eV 이하로 작기 때문에 이러한 검출기는 신호를 배경에서 분리하기 위해 우수한 에너지 분해능을 가져야 한다. 그러한 제안된 실험 중 하나는 PTOLEMY라고 하며, 이는 100g의 삼중수소 표적으로 구성된다. 탐지기는 2022년까지 준비될 예정이다.

## 같이 보기
- 우주 배경 방사선
- 암흑 물질
- 확산 초신성 중성미자 배경
- 중력파 배경

### 내용주
1. ↑  The symbol ν (italic ν) is the Greek letter nu, standard particle physics symbol for a neutrino. In this article, it is set in a mathematical font in order to help distinguish its shape from the extremely similar lower-case Latin letter "v", which in a sans-serif font is identical: Greek "ν" vs. Latin "v".
2. ↑  The exceptions are nuclear processes inside stars and white dwarfs. These produce "hot" neutrinos, unlike the "cold" CνB. See Neutrino § Solar.
3. ↑  The neutrino interactions that are measured in current particle detectors are all with neutrinos newly created in the Sun, nuclear reactors and weapons, and particle accelerators and cosmic ray collisions. Even among those, only the neutrinos with the highest kinetic energies are feasibly detectable. It's something of a "lose-lose" situation: The lower a neutrino's kinetic energy, the lower it's probability of interacting with matter, and the even slighter, less noticeable, the matter's response will be even if some rare event were to occur.